# لائوکوئون ۳۲۴۰
سیارک ۳۲۴۰ (به انگلیسی: 3240 Laocoon، نامگذاری:1978VG6) سه هزار و دویست و چهلمین سیارک کشف شده‌است که در ۷ نوامبر ۱۹۷۸ کشف شد.
قدر مطلق سیارک برابر ۱۰٫۰۰ است.